# Бохинско езеро
Бохинското езеро (на словенски: Bohinjsko jezero) е ледниково езеро в Словения.

## Описание
Площта му е 3,18 km2. Намира се в пределите на националния парк „Триглав“. Условията са изключително благоприятни за обитаващите езерото животни – пъстърви, михалци, уклеи, костури и други.